# Алабузино
Алабузино (рос. Алабузино) — село в Бежецькому районі Тверської області Російської Федерації.
Населення становить 28 осіб. Входить до складу муніципального утворення Фральовське сільське поселення.

## Історія
Від 2005 року входить до складу муніципального утворення Фральовське сільське поселення.

## Населення
| 1859 | 1897 | 1989 | 2008 | 2010 |
| ---- | ---- | ---- | ---- | ---- |
| 706  | ↗776 | ↘72  | ↘44  | ↘28  |